# Chevy Chase
Cornelius Crane Chase známý pod jménem Chevy Chase [čevy čejs] (* 8. října 1943, Lower Manhattan, New York, New York, USA) je americký herec a komik.
Narodil se v New Yorku v dobře situované rodině. Nejdříve vystřídal více zaměstnání, než zakotvil jako komik a stal se členem skupiny kolem magazínu National Lampoon. V úvodní sezóně pořadu Saturday Night Live se stal klíčovým členem, jeho skeč Weekend Update byl základem této show. Jako umělec i autor získal tři ceny Primetime Emmy z pěti nominací.
Svou první hlavní roli získal Chase v komedii Foul Play (1978), nominované na dvě ceny Zlatý globus. Nejvíce je ale známá jeho role Clarka Griswolda v pěti filmech série v Česku nazvané "Bláznivá dovolená". Zahrál si v dalších komediích, spíše ale vedlejší role. Dvakrát uváděl předávání cen Akademie (Oscarů), a to v letech 1987 a 1988.